# Lytchett Matravers
Lytchett Matravers est une paroisse civile et un village du Dorset, en Angleterre.